# Prosopocera strandiella
Prosopocera strandiella är en skalbaggsart som beskrevs av Stefan von Breuning 1936. Prosopocera strandiella ingår i släktet Prosopocera och familjen långhorningar.
Artens utbredningsområde är Kenya. Inga underarter finns listade i Catalogue of Life.